# Bruc-sur-Aff
Bruc-sur-Aff est une commune française située dans le département d'Ille-et-Vilaine, en région Bretagne. Elle fait partie du canton et de l'arrondissement de Redon. La commune compte 866 habitants (en 2018) et s'étend sur 2 120 hectares. Cette commune est bordée par la rivière l'Aff au nord-ouest, limite naturelle avec le Morbihan. Ses habitants sont les Brucois et les Brucoises.

## Géographie

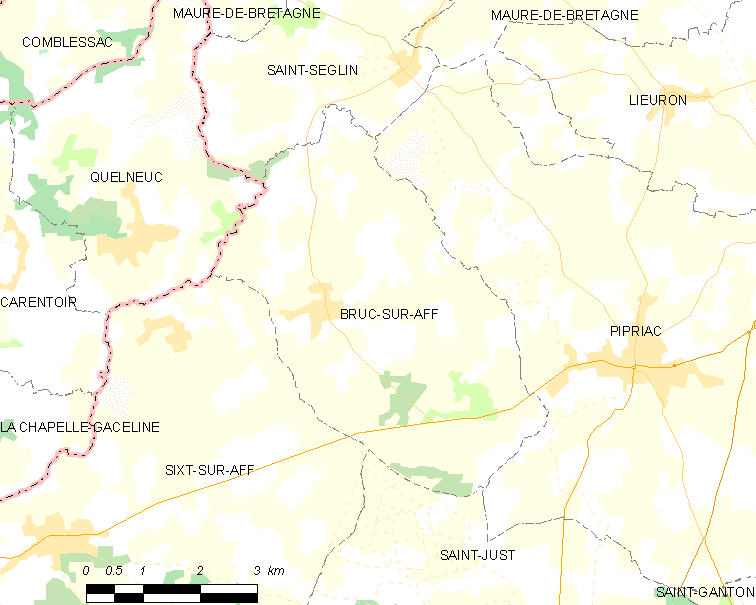
Carte de la commune.

### Paysage
Paysage de bocages et agricole, il est parsemé de bois à dominante de pins, chênes et châtaigniers. La commune possède un bâti endémique des XVIIIe et XIXe siècles, avec des bâtiments alignés à salle unique, façades au sud. Les matériaux utilisés sont le schiste, moellon et grès.

### Hydrographie
Pour un article plus général, voir Réseau hydrographique d'Ille-et-Vilaine.
La commune est située dans le bassin Loire-Bretagne. Elle est drainée par le Canut, l'Aff, le Combs, le Saint Méen, le ruisseau du Cassouer, le ruisseau du Hil et le ruisseau du Tertre,,.
Le Canut, d'une longueur de 24 km, prend sa source dans la commune de Saint-Ganton et se jette  dans la Vilaine à Avessac, après avoir traversé huit communes. 
L'Aff, d'une longueur de 67 km, prend sa source dans la commune de Paimpont et se jette  dans l' Oust à Saint-Vincent-sur-Oust, après avoir traversé 17 communes. 
Le Combs, d'une longueur de 22 km, prend sa source dans la commune de Val d'Anast et se jette  dans l'Aff  sur la commune, après avoir traversé huit communes. 

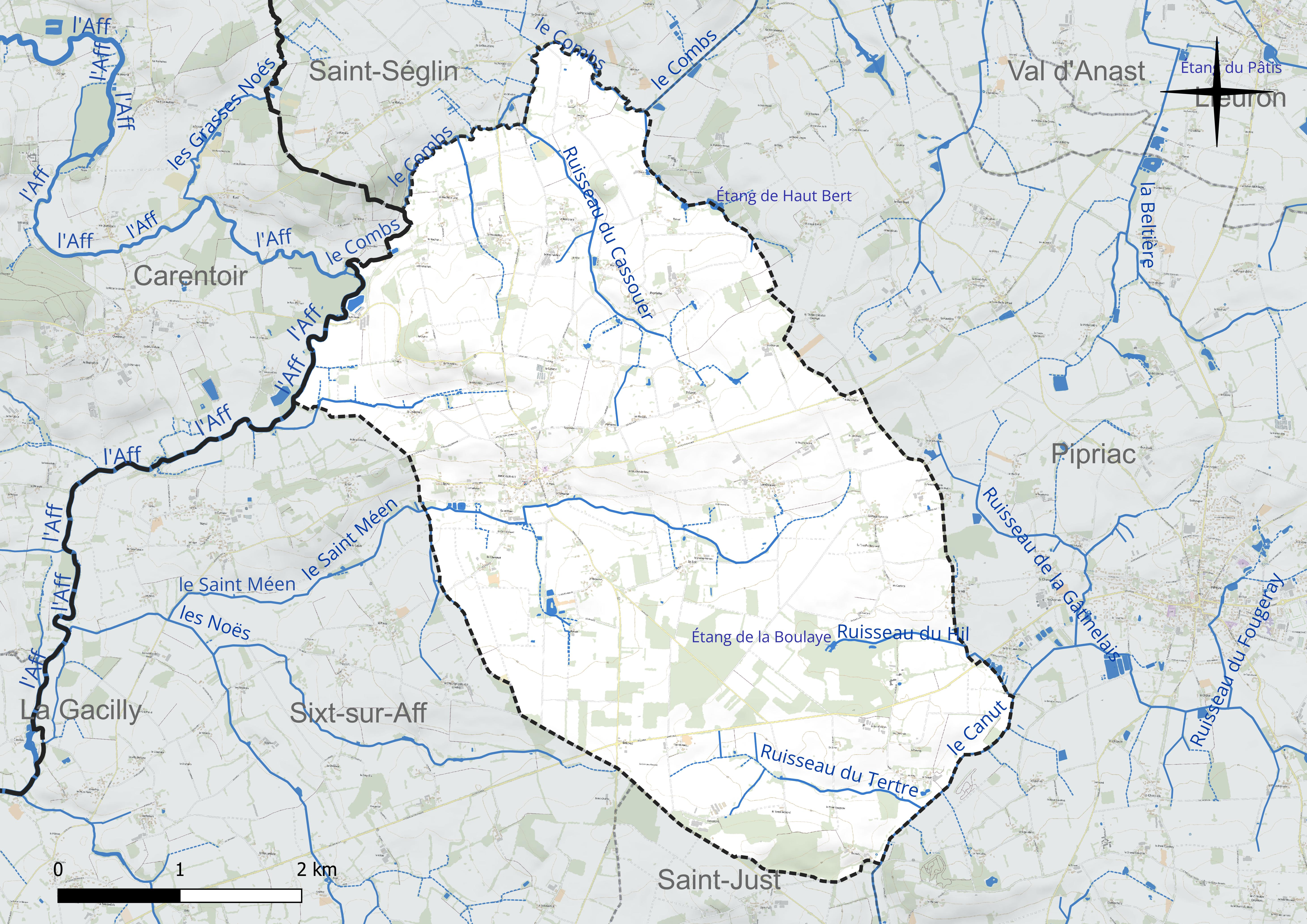
Réseau hydrographique de Bruc-sur-Aff.

Deux plans d'eau complètent le réseau hydrographique : l'étang de Haut Bert, d'une superficie totale de 0,7 ha (0,27 ha sur la commune) et l'étang de la Boulaye (0,41 ha),.

### Climat
Pour des articles plus généraux, voir Climat de la Bretagne et Climat d'Ille-et-Vilaine.
En 2010, le climat de la commune est de type climat océanique franc, selon une étude du CNRS s'appuyant sur une série de données couvrant la période 1971-2000. En 2020, Météo-France publie une typologie des climats de la France métropolitaine dans laquelle la commune est exposée à un climat océanique et est dans la région climatique  Bretagne orientale et méridionale, Pays nantais, Vendée, caractérisée par une faible pluviométrie en été et une bonne insolation. Parallèlement l'observatoire de l'environnement en Bretagne publie en 2020 un zonage climatique de la région Bretagne, s'appuyant sur des données de Météo-France de 2009. La commune est, selon ce zonage, dans la zone « Intérieur Est », avec des hivers frais, des étés chauds et des pluies modérées.  
Pour la période 1971-2000, la température annuelle moyenne est de 11,7 °C, avec une amplitude thermique annuelle de 12,8 °C. Le cumul annuel moyen de précipitations est de 749 mm, avec 12,4 jours de précipitations en janvier et 6,1 jours en juillet. Pour la période 1991-2020, la température moyenne annuelle observée sur la station météorologique la plus proche, située sur la commune de Guer à 13 km à vol d'oiseau, est de 12,3 °C et le cumul annuel moyen de précipitations est de 872,7 mm,. Pour l'avenir, les paramètres climatiques de la commune estimés pour 2050 selon différents scénarios d'émission de gaz à effet de serre sont consultables sur un site dédié publié par Météo-France en novembre 2022.

## Urbanisme

### Typologie
Au 1er janvier 2024, Bruc-sur-Aff est catégorisée commune rurale à habitat dispersé, selon la nouvelle grille communale de densité à sept niveaux définie par l'Insee en 2022.
Elle est située hors unité urbaine et hors attraction des villes,.

### Occupation des sols
L'occupation des sols de la commune, telle qu'elle ressort de la base de données européenne d'occupation biophysique des sols Corine Land Cover (CLC), est marquée par l'importance des territoires agricoles (92,1 % en 2018), une proportion identique à celle de 1990 (92,1 %). La répartition détaillée en 2018 est la suivante : 
terres arables (64,1 %), prairies (16,3 %), zones agricoles hétérogènes (11,7 %), forêts (5,9 %), zones urbanisées (2 %). L'évolution de l'occupation des sols de la commune et de ses infrastructures peut être observée sur les différentes représentations cartographiques du territoire : la carte de Cassini (XVIIIe siècle), la carte d'état-major (1820-1866) et les cartes ou photos aériennes de l'IGN pour la période actuelle (1950 à aujourd'hui).

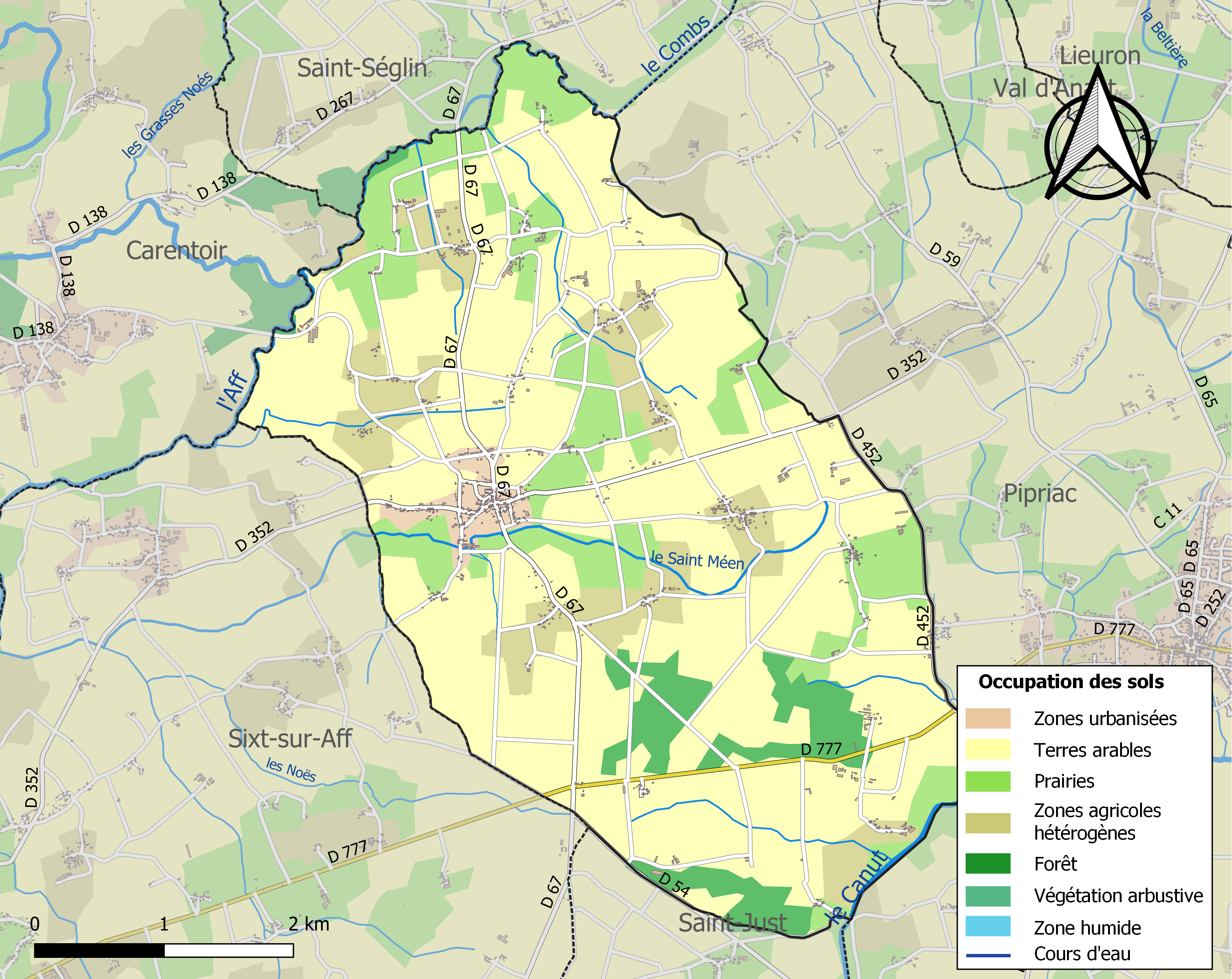
Carte des infrastructures et de l'occupation des sols de la commune en 2018 (CLC).

## Toponymie
Les formes anciennes attestées sont : Brucca vicaria (834) et Plebs Bruc (992-1008).

En 1939, le nom de la commune de Bruc a été modifié en Bruc-sur-Aff[réf. souhaitée].
L'étymologie de Bruc vient du gaulois ancien uroica, puis bruc (a donné en gallo-roman brucaria) (« bruyère »)[réf. souhaitée].
Bru en gallo.
En 1943, Théophile Jeusset crée un premier nom de la localité en breton : Brug. Cette forme est actuellement reprise par l'Office public de la langue bretonne.

## Histoire
Cette commune apparait en 843 en tant que paroisse, sur un acte de donation du Cartulaire de Redon. À cette période, elle est rattachée à l'évêché de Saint-Malo. Le prieuré de Saint-Jean de la Lande, fondé par les moines de l'abbaye de Paimpont, serait à son origine.
Il n'y a jamais eu de château proprement dit à Bruc, que ce soit dans le haut ou le bas Moyen Âge.
Au XVIIe siècle, Bruc dépend de la seigneurie de Bossac. Notons à cette époque, un droit particulier de son seigneur. En effet, les officiers de ce dernier avaient l'honneur de se voir offrir une fouasse (pain), un pot de vin ainsi qu'une chanson par les premiers mariés de l'année. C'était à l'occasion d'une fête, lors du lundi de Pâques, et ce dans le bourg.

## Politique et administration
| Période                                  | Période                   | Identité       | Étiquette | Qualité                        |
| ---------------------------------------- | ------------------------- | -------------- | --------- | ------------------------------ |
| ?                                        | mars 1971                 | Joseph Gorin   |           |                                |
| mars 1971                                | décembre 1994 (démission) | Michel Hamon   |           | Boulanger                      |
| février 1995                             | juin 1995                 | Michel Brichon |           |                                |
| juin 1995                                | 2014                      | Hélène Danion  | DVD       | Employée de La Poste retraitée |
| 2014                                     | En cours                  | Philippe Eslan | SE        | Technicien de maintenance      |
| Les données manquantes sont à compléter. |                           |                |           |                                |

## Population et société

### Démographie
L'évolution du nombre d'habitants est connue à travers les recensements de la population effectués dans la commune depuis 1793. Pour les communes de moins de 10 000 habitants, une enquête de recensement portant sur toute la population est réalisée tous les cinq ans, les populations de référence des années intermédiaires étant quant à elles estimées par interpolation ou extrapolation. Pour la commune, le premier recensement exhaustif entrant dans le cadre du nouveau dispositif a été réalisé en 2006.

En 2022, la commune comptait 856 habitants, en évolution de −0,7 % par rapport à 2016 (Ille-et-Vilaine : +5,46 %, France hors Mayotte : +2,11 %).
| 1793  | 1800 | 1806  | 1821  | 1831  | 1836  | 1841  | 1846  | 1851  |
| ----- | ---- | ----- | ----- | ----- | ----- | ----- | ----- | ----- |
| 1 129 | 865  | 1 134 | 1 099 | 1 124 | 1 186 | 1 172 | 1 225 | 1 297 |

| 1856  | 1861  | 1866  | 1872  | 1876  | 1881  | 1886  | 1891  | 1896  |
| ----- | ----- | ----- | ----- | ----- | ----- | ----- | ----- | ----- |
| 1 272 | 1 266 | 1 271 | 1 287 | 1 307 | 1 351 | 1 300 | 1 315 | 1 357 |

| 1901  | 1906  | 1911  | 1921  | 1926  | 1931  | 1936  | 1946  | 1954 |
| ----- | ----- | ----- | ----- | ----- | ----- | ----- | ----- | ---- |
| 1 277 | 1 429 | 1 279 | 1 166 | 1 093 | 1 048 | 1 073 | 1 008 | 965  |

| 1962 | 1968 | 1975 | 1982 | 1990 | 1999 | 2006 | 2011 | 2016 |
| ---- | ---- | ---- | ---- | ---- | ---- | ---- | ---- | ---- |
| 865  | 822  | 805  | 792  | 778  | 775  | 827  | 851  | 862  |

| 2021 | 2022 | - | - | - | - | - | - | - |
| ---- | ---- | - | - | - | - | - | - | - |
| 859  | 856  | - | - | - | - | - | - | - |

### Manifestations culturelles et festivités
La troupe théâtrale « Aux Trois Coups » propose plusieurs représentations en fin d'année dans la salle polyvalente de la commune. La quinzaine d'acteurs draine un public nombreux, depuis trente ans.

## Culture locale et patrimoine

### Lieux et monuments

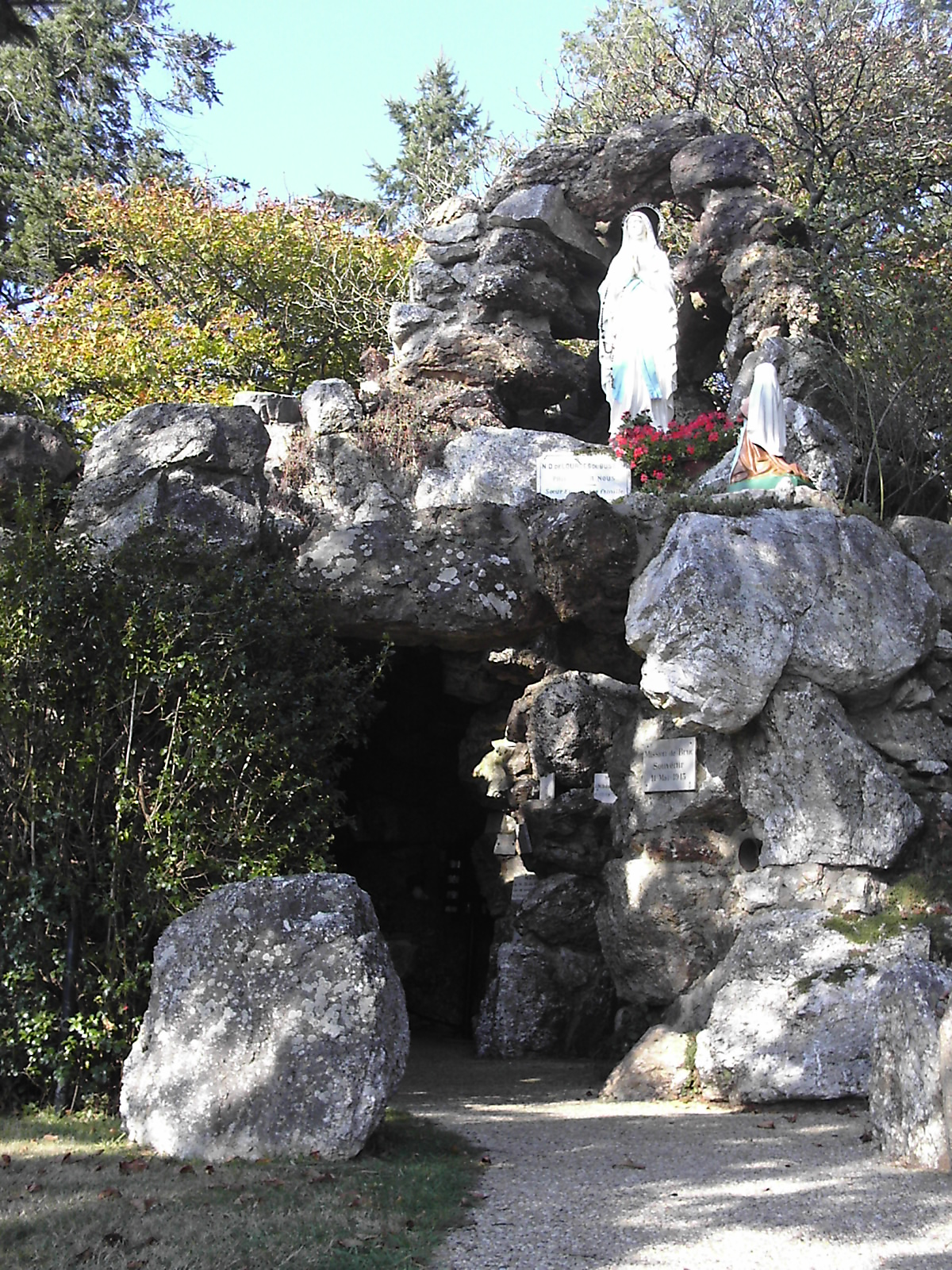
Grotte de Fréval

La commune compte aucun monument historique protégé. On trouve cependant :
- Église Saint-Michel du XVIIe siècle et 1761-1763-1884[30], avec les derniers vestiges d'une abside romane dans le chœur, ainsi qu'une porte du XVe siècle dans la nef et une charpente en coque navire inversée. Elle a été en partie reconstruite en 1888.
- Édicule à Paimpont XXe siècle.
- La croix d'Orial XVIe siècle à la Lacune.
- Croix de chemin : Picrière XVIe siècle, Boulaye XIXe siècle, Joubinère XIXe siècle, XXe siècle : Chesnot, Foltière, Fontaine, Gillardière, Huberdais, Jarossay, Landrouais, Launay, Marchardais, Prenleho, Rabinais, Touche, Trévret.
- Grotte de Fréval dédiée à Notre Dame de Busson[31].
- Ossuaire XIXe siècle (le bourg).
- Manoirs : la Picrière (vestiges XVe siècle)[32], le Bossac (vestiges XVe siècle), la Boulaye (XVIe siècle)[33], la Grée (XVIe siècle ancienne gentilhommière), la Ravillaye (XVIIIe siècle appelé le château du bourg)[34].

Plusieurs moulins :
- des moulins à eau : Bossac XVe siècle et de Cassoué XIXe siècle[35].
- le moulin du Bois-Hulin est moulin à vent[36], de type petit-pied et datant du XVIIe siècle, possède encore ses ailes et son mécanisme (possibilités de visite).
- d'autres moulins à vent : Antrais, Bois-Orhan[37] et la Picrière.
- Fossé de Saint-Aaron sur la lande de Bruc. Suivant la légende, Bruc sur Aff serait le pays d'origine de ce saint breton. Enfant, il trace sur le sol, un cercle merveilleux avec un bâton, afin de protéger ses brebis, des loups. Le fossé serait les restes de ce cercle. Adulte, Aaron devient ermite et accueille Saint-Malo arrivant en Armorique vers Aleth.
- Les bords de l'Aff (La Picrière)

### Personnalités liées à la commune
- Jacques Prévert, Bruc-sur-Aff est le berceau de sa famille, où son arrière-grand-père était boulanger en 1789.[réf. nécessaire]
- Saint Aaron, saint breton originaire de Bruc-sur-Aff, fêté le 22 juin.